# 金世培
金 世培（キム・セベ、朝鮮語: 김세배、1931年9月15日 - 2014年8月3日）は、大韓民国の政治家、陸軍軍人、弁護士。第8・9・10代大韓民国国会議員。
本貫は金海金氏。号は雅石（アソク、朝鮮語: 아석）。キリスト教徒。第20代国会議員の金鍾奭は息子。

## 経歴
1931年9月15日、日本統治時代の朝鮮で忠清南道の牙山に生まれた。ソウル大学校農科大学農学科を卒業した後、陸軍歩兵学校と陸軍工兵学校を卒業した。
1971年5月25日に行われた第8代総選挙に忠南（忠清南道の略称）・牙山地区から民主共和党より立候補して当選し、国会議員となりその後も2代にわたって議員の職を務めた。
2014年8月3日、82歳で亡くなった。

## 学歴
- ソウル大学校農科大学農学科　学士（1954年）
- 陸軍歩兵学校　卒業（1955年）
- 陸軍工兵学校　卒業（1956年）
- 国防大学校行政学士5期（1959年）

## 略歴
- 第5回高等考試司法科　合格（1952年）
- 甲種将校陸軍少尉　任官（1954年）
- 陸軍法務官、検事、弁護士
- 陸軍少佐予備役編入（1966年）
- 大検察庁事局長
- 国家安全保障会議常任委員
- 民主共和党忠清南道第13地区党委員長
- 1971年 - 1972年: 第8代国会議員（民主共和党）
- 韓国反共連盟理事兼事務総長
- 第8回世界反共連盟総会首席代表
- 1976年 - 1979年: 第9代国会議員（維新政友会）
- 1979年 - 1980年: 第10代国会議員（維新政友会）
- 1988年 - 1989年: 新民主共和党法律行政委員
- 1995年 - 2006年: 自由民主連合法律行政委員